# Mechels Miniatuur Teater
Het Mechels Miniatuur Teater (MMT) was een Vlaams theatergezelschap dat in Mechelen werd opgericht in 1956 door Luc Philips. Het was een kleinschalige groep die in de jaren 70 vernieuwend theaterwerk bracht. Tot eind jaren 90 bleef het ook een alternatief theater, zowel door zijn gedurfde producties als door zijn alternatieve werkvormen en thema’s.
De vaste kern van het MMT speelde van 1978 tot 1981 mee in het BRT-feuilleton De Collega's en van 1986 tot 1987 in de reeks Het Pleintje.
Na 145 voorstellingen in het laatste seizoen (2000–2001) ging het gezelschap op in het nieuwe Mechelse theaterproject ’t Arsenaal.

## Geschiedenis
Onder impuls van hun leraar, Luc Philips, die ook de artistieke leiding had, richtten enkele afgestudeerden van het Mechelse Conservatorium (o.a. Alice Toen, Jan Reusens, Paula Sleyp,...) in 1956 het Mechels Miniatuur Teater op als klein kamertheater. Hun eerste voorstelling, De Verdwaalde Plant, in een regie van Piet Sterckx, ging op 1 december 1956 in première in Huize Hemelrijck, een tot kleine schouwburg omgebouwde patriciërswoning.
In 1958 werd Alice Toen directeur. Twee jaar later werd zij opgevolgd door haar naaste medewerker Frans Dijck. Hoewel het MMT in de beginjaren mee het voortouw nam in het experiment van de kamertheaters, voer het gaandeweg een steeds populairder koers. Halverwege de jaren zestig bestond de acteurskern uit onder anderen de broers René en Manu Verreth (deze laatste werd in 1969 directeur), Jaak Van Assche, Mandus De Vos, Jenny Tanghe en Tuur De Weert. Dankzij de tv-serie De Collega’s zouden zij allen nationale bekendheid verwerven. Eind jaren 60 was Franz Marijnen even actief in het MMT, maar hij vond er weinig enthousiasme voor zijn op Grotowski geïnspireerde theaterexperimenten. 
In 1969 verhuisde het gezelschap naar een nieuwe, grotere speelplek in de Mechelse Molenstraat (de huidige Thaborstraat 59). In 1974 volgde een verhuizing naar een nieuw pand in de Oude Brusselstraat, waar het gezelschap over een zaal met bijna 200 zitplaatsen beschikte. Het theaterdecreet van 1976 erkende het MMT als nationaal spreidingsgezelschap. De groep kreeg hierdoor de opdracht jaarlijks minimum 140 reisvoorstellingen te spelen. In 1982 vestigde het gezelschap zich in de Mechelse Hanswijkstraat. Van 1984 tot 1990 nam het ook de Boomse Schouwburg in gebruik. In 1983 werd in de schoot van het MMT het Mechels Jeugd Theater opgericht, dat een kleine tien jaar later, in 1992, weer werd opgedoekt. 
In 1997 werd Manu Verreth als directeur opgevolgd door Maasmechelaar Guido Wevers. Wevers werd met financiële en infrastructurele problemen geconfronteerd, maar voerde desondanks een vernieuwingsoperatie door, die in het seizoen 2002–2003 ook tot een naamsverandering leidde. Voortaan heet het MMT ’t Arsenaal.

## Vroegere medewerkers
- Agnes De Nul
- Mandus De Vos
- Tuur De Weert
- Tessy Moerenhout
- Luc Philips
- Jan Reusens
- Jenny Tanghe
- Alice Toen
- Nora Tilley
- Jaak Van Assche
- Manu Verreth
- René Verreth
- Theo Hijzen
- Paula Sleyp
- Sien Diels
- Guido Horckmans
- Marijn Devalck
- Hilde Van Haesendonck
- Jan Lauwers